# St.-Hubertus-Kapelle (Ahrdorf)

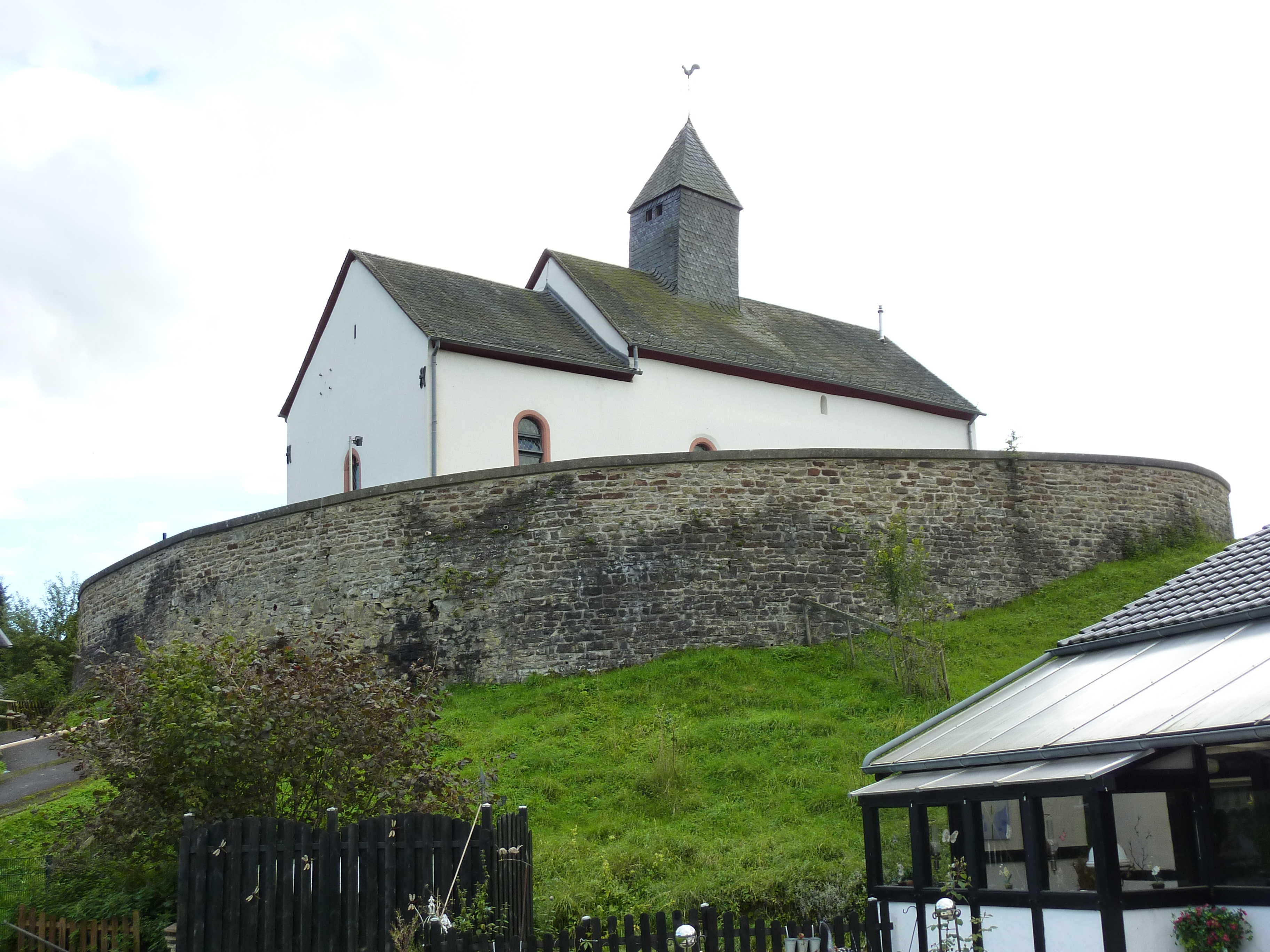
St.-Hubertus-Kapelle

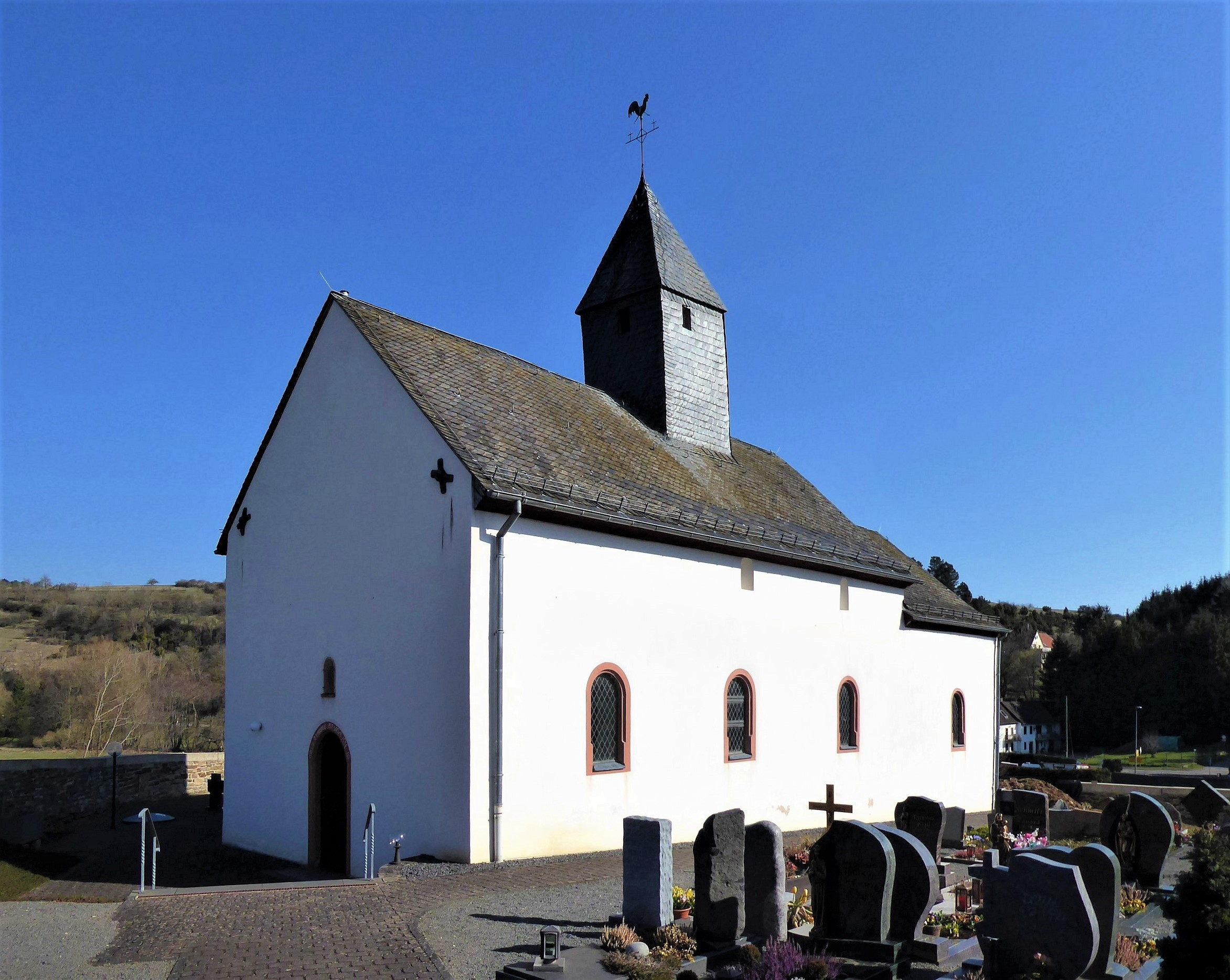
St. Hubertus

Die katholische St.-Hubertus-Kapelle ist ein denkmalgeschütztes Kirchengebäude in Ahrdorf, einem Ortsteil der Gemeinde Blankenheim im Kreis Euskirchen (Nordrhein-Westfalen).

## Geschichte und Architektur
Ursprünglich war die Kapelle dem Heiligen Valentin geweiht. Sie wurde 970 der Abtei St. Maximin zu Trier geschenkt. Graf Heinrich stellte die Schenkungsurkunde aus, in der es heißt: „Ich habe dem hl. Bekenner Christi Maximin in Trier die Kirche in Üxheim mit all ihrem Zubehör, nämlich die Kapellen in Barweiler, Nohn und Ahrdorf geschenkt.“
Das rechteckige Gebäude liegt inmitten eines Friedhofes auf einer Anhöhe. Der Bau der Frühzeit ist ein flachgedeckter Bruchsteinbau mit kreuzgratgewölbtem Chor. Der Altarraum ist im Osten durch eine Wand mit einem Triumphbogen abgetrennt. Die Langhauswände wurden im 11. und 12. Jahrhundert mit Schlitzfenstern ausgestattet, sie sind über den barocken Rundbogenfenstern erhalten. Der Patronatswechsel fand 1710 in Verbindung mit der Umgestaltung der Räumlichkeiten statt. Bei der Instandsetzung 1958 wurde der alte Raumeindruck wiederhergestellt, die neue Flachdecke auf der ursprünglichen Höhe eingezogen und die alte Chorbogenöffnung freigelegt. Zur selben Zeit wurde ein Erweiterungsbau mit Empore im Westen angefügt. Aus dieser Zeit stammt die Inschrift in der Umrahmung des Westportals: „Terribilis est locus iste“ (ehrfurchtgebietend ist dieser Ort).

## Ausstattung
- Die Kapelle besitzt überwiegend eine ländliche Barockausstattung.
- Die Mensa des Hochaltares ist frühromanisch.
- Im nördlichen Seitenaltar steht eine Holzfigur der Heiligen Magdalena von etwa 1500.
- Ein muschelförmiges Renaissancetaufbecken ist der Beleg für das Taufrecht der Kapelle.[3]

St.-Hubertus-Kapelle (Ahrdorf)
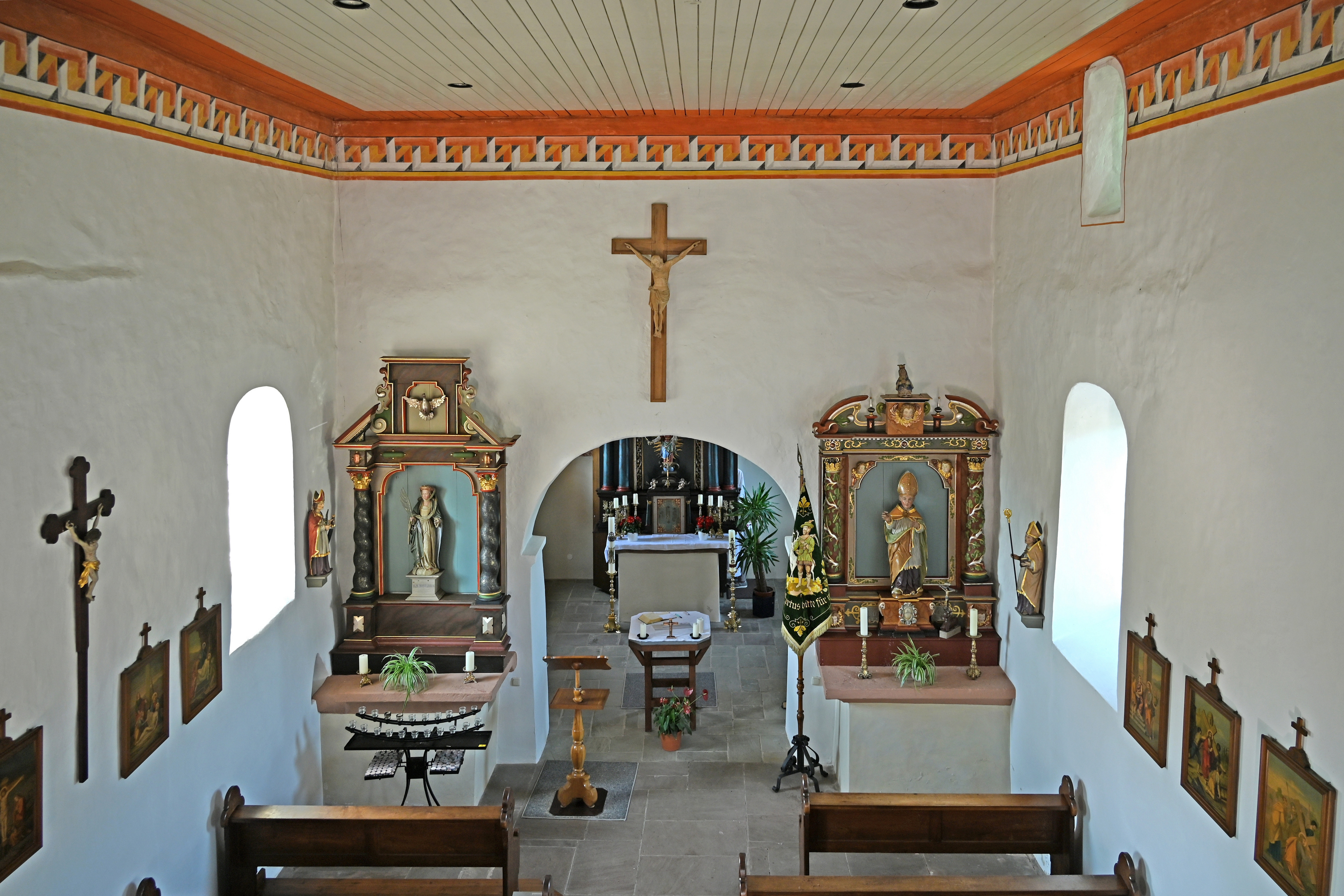
Innenraum
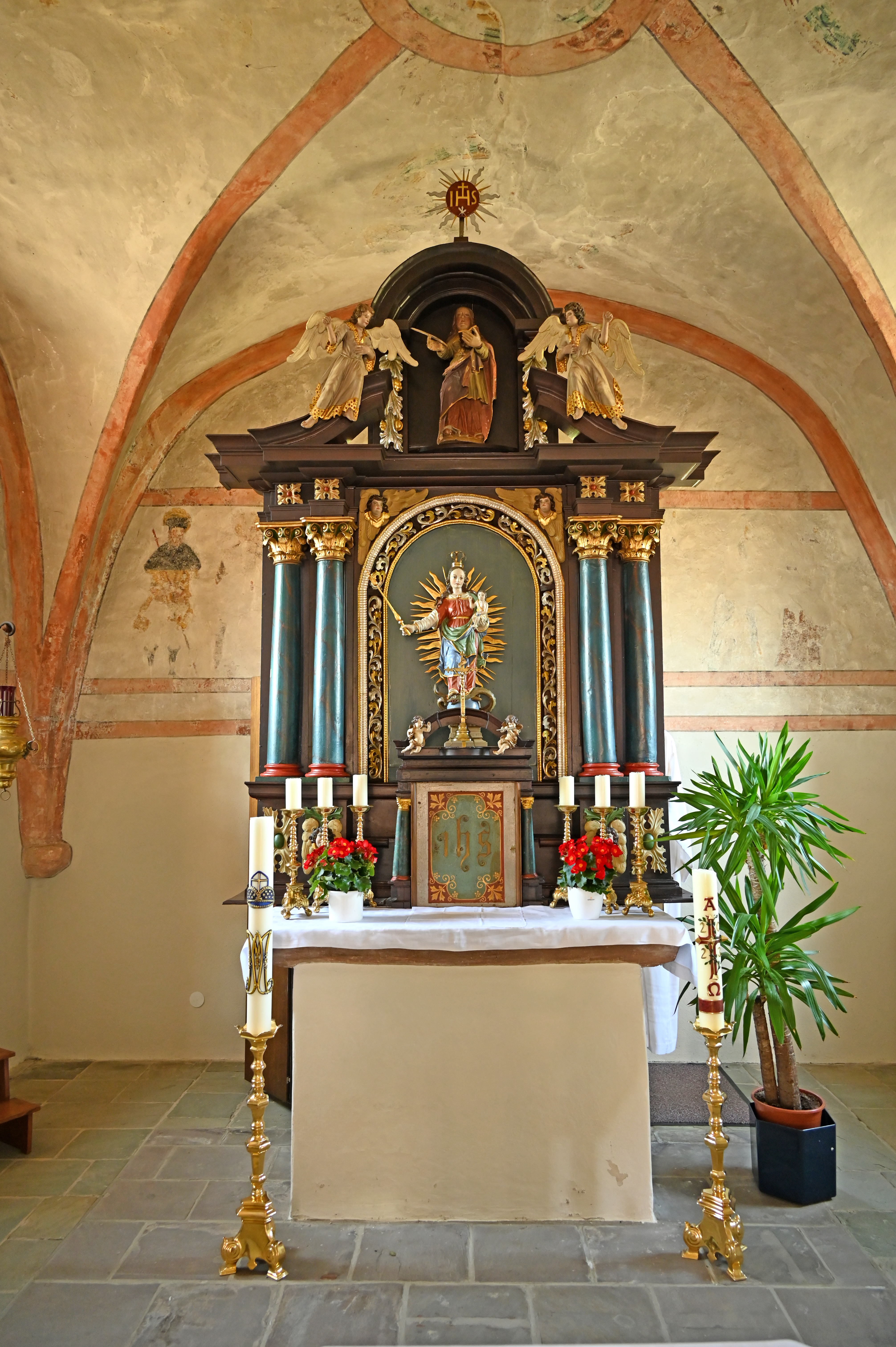
Hochaltar
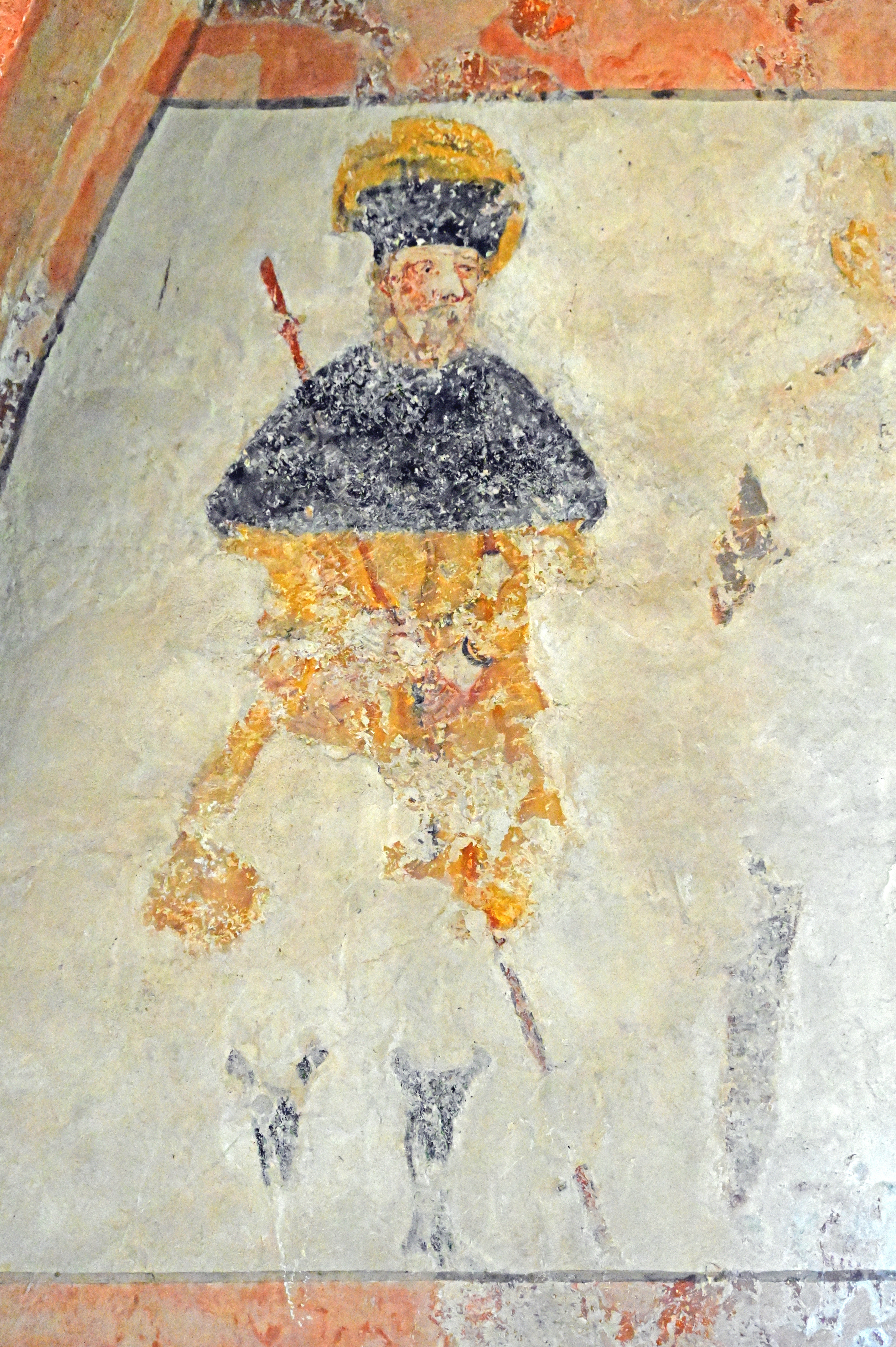
Fresco
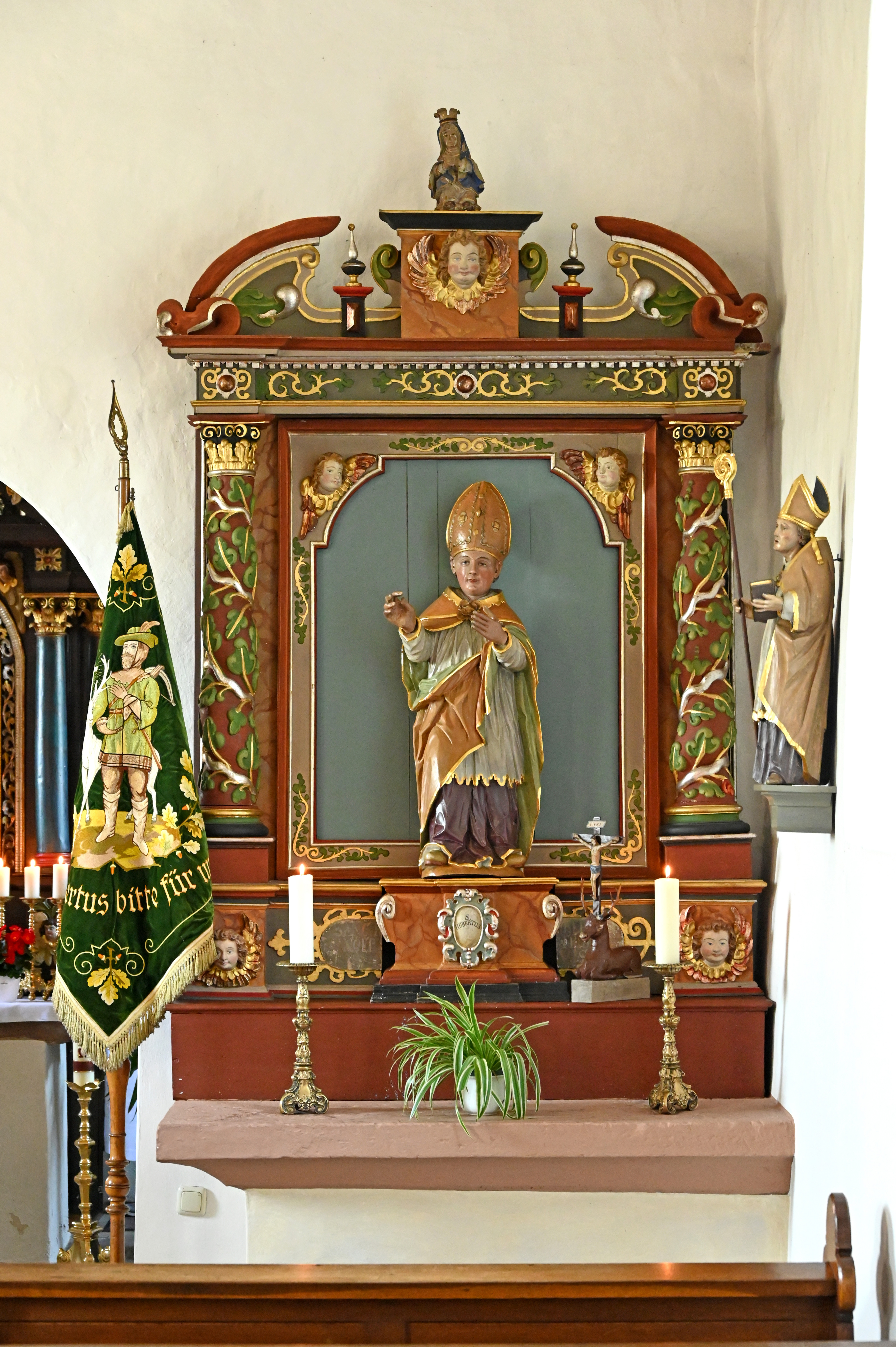
Hubertusaltar
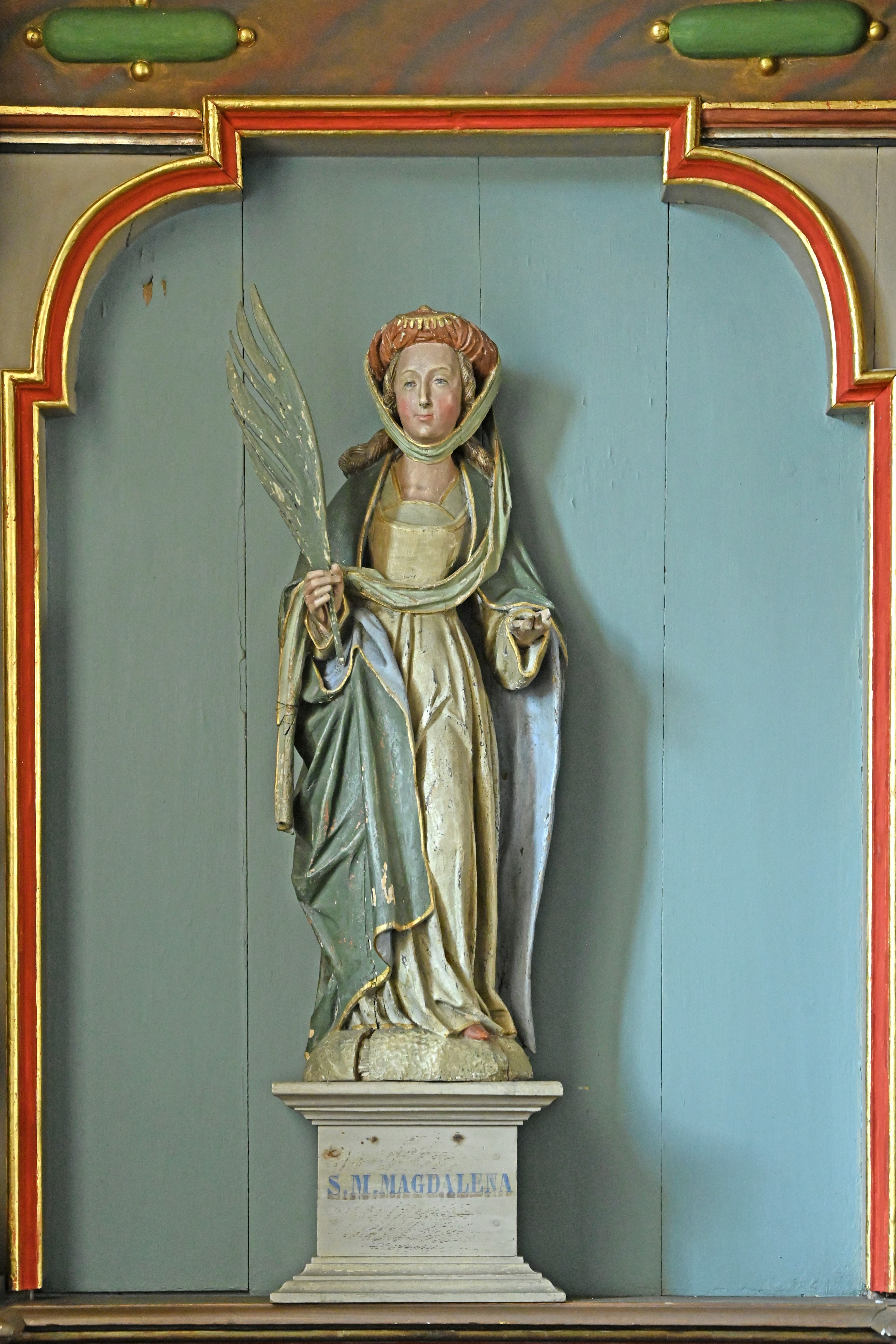
St. Magdalena
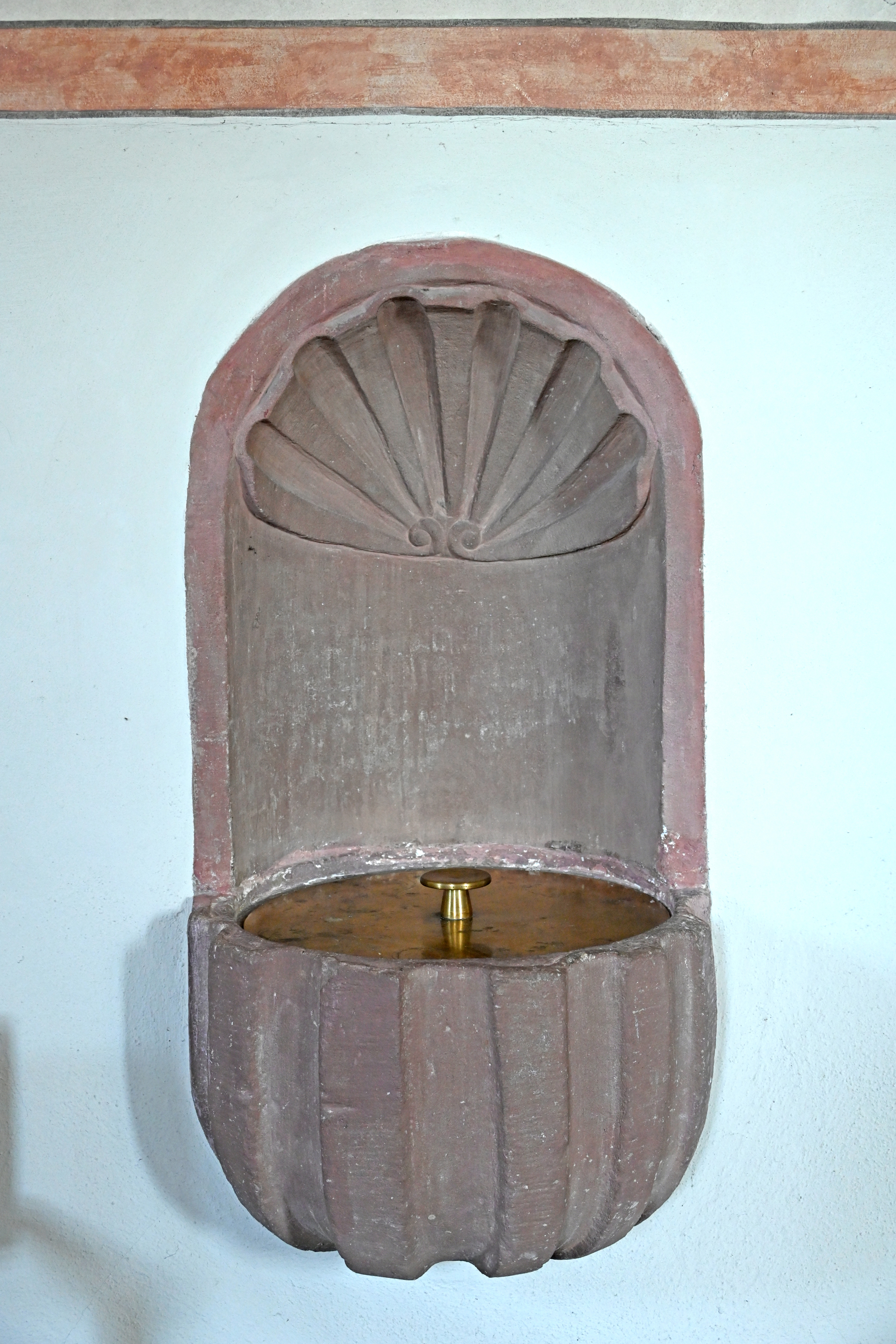
Taufstein
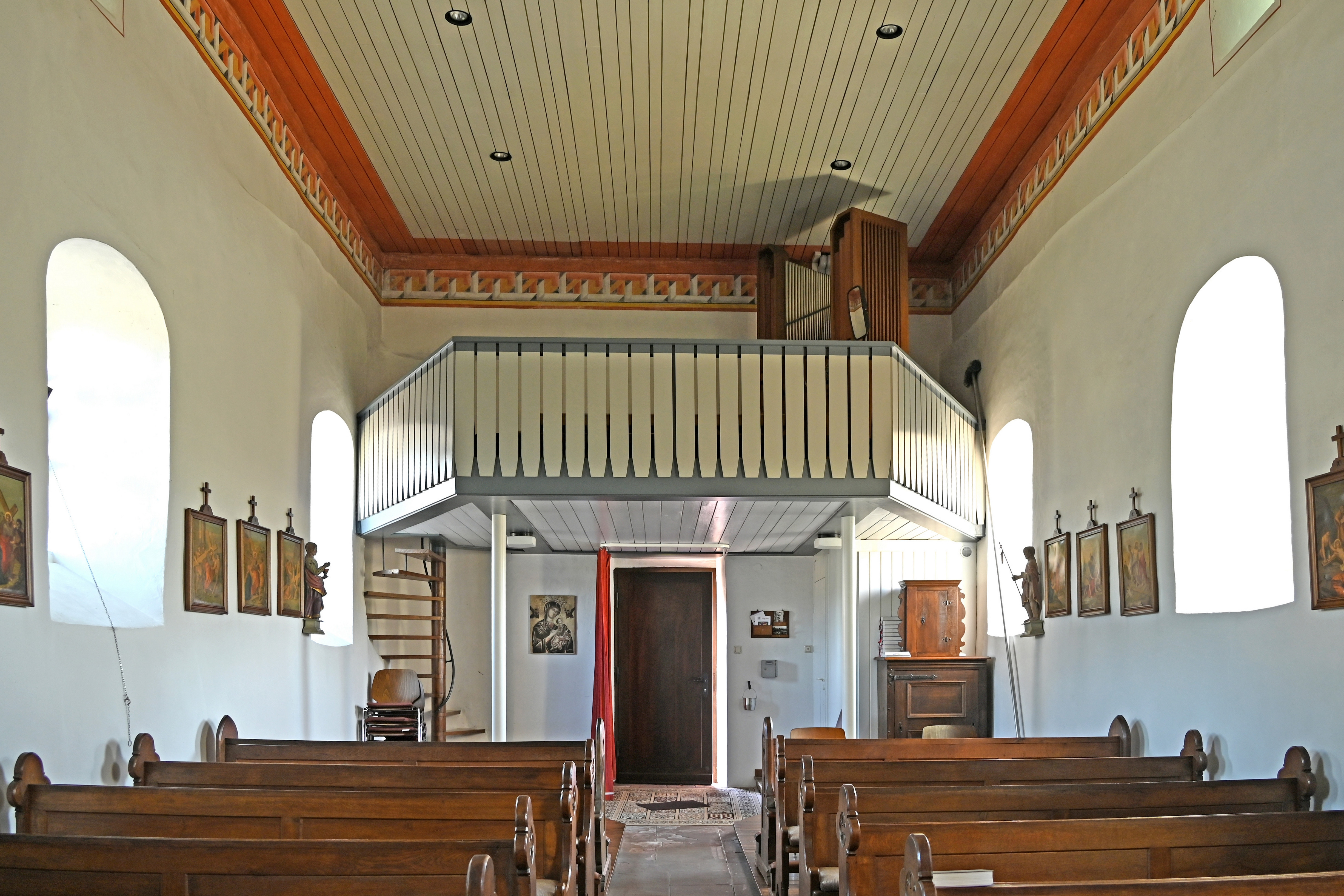
Blick zur Empore